# Parosphromenus parvulus
Parosphromenus parvulus — тропічний прісноводний вид риб з родини осфронемових (Osphronemidae), підродина макроподових (Macropodusinae).
Був описаний Йоргом Фірке (нім. Jörg Vierke) в 1979 році. Видова назва parvulus латинською означає «дуже маленький, крихітний».
Це один з найменших представників роду, але вважається, що він має найбільший ареал серед усіх видів роду Parosphromenus.
Тісний родинний зв'язок P. parvulus виявляє лише з P. ornaticauda. Обидва види сильно відрізняються від решти представників роду струнким тілом, а також особливостями поведінки та характерним шлюбним забарвленням.
Для рибальства вид не становить інтересу.

## Опис
Максимальна загальна довжина становить 3,5 см. Parosphromenus parvulus має дуже струнке тіло, значно нижче в порівнянні з іншими паросфроменами, за винятком P. ornaticauda. У спинному плавці 10-11 твердих і 5-6 м'яких променів, всього 15-17; в анальному плавці 8-9 твердих і 10-11 м'яких променів, всього 18-20, в черевних плавцях по 1 твердому і 5 м'яких променів, у хвостовому плавці 12 променів. 26-27 лусок у бічній лінії, ще 1-2 луски на основі хвостового плавця.
Самці забарвлені більш інтенсивно, але повну їхню красу можна спостерігати лише під час залицянь та в нерестовий період. Звичайне забарвлення самців коричневе, уздовж тіла проходить широка світла смуга. Спинний та анальний плавці чорні з контрастними червоними цятками та яскравою білою облямівкою. Хвостовий плавець чорнуватий або майже безбарвний, черевні не забарвлені.
Риби з різних місцевостей мають деякі відмінності в забарвленні, що стосуються переважно яскравості кольорів на спинному та анальному плавцях.
Самки мають жовто-коричневе основне забарвлення без чіткого малюнку. Плавці в них безбарвні, майже прозорі. Під час нересту в самок з'являється насичене контрастне забарвлення тіла: верхня половина стає жовтою до жовто-коричневого, нижня — дуже темною, майже чорною.
Через специфічну будову тіла ризик сплутати самців P. parvulus з більшістю видів паросфроменів незначний. За формою вони нагадують P. ornaticauda, але відрізняються за кольорами та малюнком забарвлення. Самок у звичайному вбранні можна сплутати з P. ornaticauda, а маленьких мальків цих двох видів майже не розрізнити.

## Поширення
Природним ареалом Parosphromenus parvulus є індонезійська частина острова Калімантан й обмежується провінцією Центральний Калімантан. Всього відомо 6-10 місць існування виду, розташованих на території близько 500 км в перетині. Ареал виду включає басейн річки Ментая (індонез. Sungai Mentaya) в окрузі Палангкарая (індонез. Palangka Raya) та райони, розташовані далі на схід, в басейні річки Баріто, аж до округу Східне Баріто. Таким чином, P. parvulus є паросфроменом з найбільшою відомою територією поширення.
Parosphromenus parvulus є стенотопним (зустрічається тільки тут) мешканцем «чорноводних» середовищ існування, пов'язаних з торфовими болотними лісами. Водиться в струмках, на заболочених ділянках, в канавах, розташованих на узліссі тропічного лісу, обов'язково зі слабкою течією. Вода в них прозора, темно-червоно-коричневого кольору, з високим вмістом гумінових речовин й дуже низькою щільністю мікроорганізмів. Показник pH становить 3,7-4,8, вміст мінералів мізерний (твердість менше 1 °dH), електропровідність 18-75 мкСм/см, температура води становить 24-26 °C, на мілководді до 28-29 °C.
Риб ловили майже виключно на мілководді біля берега серед густої рослинності.
Разом із P. parvulus водяться також інші лабіринтові риби. Так у місцевості Паланган (Palangan) на заході ареалу виду риб знаходили поряд з Betta foerschi та іншими видами, серед яких ще неописаний вид паросфроменів (в акваріумах він відомий під назвою Parosphromenus sp. «Palangan»). У місцевості Тангкілінг (Tangkiling) P. parvulus зустрічається разом із двома видами шоколадних гурамі (Sphaerichthys selatanensis та Sphaerichthys acrostoma), але жодного іншого виду паросфроменів тут не було виявлено. В місцевості Бунток (Buntok), що на сході, Parosphromenus parvulus живе синтопічно з Parosphromenus filamentosus.
Поточні тенденції чисельності популяції виду невідомі. Хоча в деяких місцевостях P. parvulus знаходили у великій кількості, вид стикається із загрозою невпинного руйнування середовищ його існування. Економічний розвиток регіону супроводжується знищенням лісів і дедалі більше загрожує колись незайманим залишковим болотам, які можуть бути в короткий час висушені для організації плантацій або використання як сільськогосподарські угіддя.

## Розмноження
Батьківське піклування в P. parvulus полягає в будівництві гнізд із піни. Гнізда риби споруджують в утвореннях, що нагадують печеру. Вони можуть розташовуватись біля дна, біля поверхні води або в будь-якому іншому місці серед шару рослинності. Для будівництва гнізда самець використовує дуже мало бульбашок повітря або й взагалі їх не використовує.
Самець P. parvulus залицяється в позиції головою догори. Територія, яку займають риби під час нересту, набагато більша, ніж в інших паросфроменів, оскільки самець P. parvulus виконує ефектний танець залицяння, а це потребує місця. Спочатку він демонструє свою красу, пурхаючи краями плавців, а потім робить зигзаги навколо самки.

## Утримання в акваріумі
Вперше ці риби були завезені до Європи 1978 року, але до 2005 року їх не було в продажу. Нечисленні рибки, які тоді були присутні в акваріумах, походили з приватного імпорту або були розведені в неволі. Починаючи з 2006 року, P. parvulus почали організовано завозити в невеликій кількості, але, оскільки риба не вирізняється красою, важко очікувати її значного поширення в торгівлі.
P. parvulus не є рибою для початківців, хоча й вважається менш вибагливим, ніж P. ornaticauda. В природі вид мешкає в м'якій та бідній на мінерали воді, але в акваріумі його можна утримувати й у більш твердій водопровідній воді з показником pH 6,5. Рекомендується годувати Parosphromenus parvulus дрібними живими кормами: чорними личинками комарів, циклопами, черв'ячками-гриндаль.
Розведення цього виду лишається проблематичним. Непросто знайти пару, яка турботливо піклуватиметься про потомство. Риб потрібно забезпечити печерами невеликого діаметру. Успіх у розведенні часто досягався лише після зниження показника pH до 4 або навіть менше, хоча відомі випадки, коли отримували потомство й за pH 6,0 і більше. Бажано, щоб провідність була нижчою за 35 мкСм/см, інакше ікринки не прилипатимуть до стелі печери, падатимуть і загинуть. Кладка буває невеликою: 8-25 ікринок. Штучна інкубація ікри (без участі самця) зазвичай приносить негативні результати.

## Відео
- 2 на YouTube by H S